# Рађање једне нације
Рађање једне нације (енгл. The Birth of a Nation), раније насловљен The Clansman, америчка је историјска драма у режији Дејвида В. Грифита из 1915. године. У филму се први пут користи паралелна монтажа и крупни кадрови кадрирани са ширим плановима у покрету. Сматра се класиком ере немог филма. Филм до данас прате контроверзе због афирмативних приказа расизма. Грифитов филм је остварио комерцијални успех, вероватно због тога што се бави темом грађанског рата.

## Синопсис
Филм приказује живот две пријатељске америчке породица које су представљају север и југ Сједињених Држава током Грађанског рата, 1861. године. Породица Камерон из Јужне Каролине, придружила се Јужној конфедерацији током Грађанског рата, док њихови пријатељи из породице Стоунмен остају верни савезној влади. Породицу Стоунмен чине отац Остин, два сина и ћерка Елси. Породицу Камерон чине ћерке Маргарет и Флора те синови Бен и Тод. Тон Стоунмен се заљубљује у Маргарет а Бен Камерон у Флору.
Након кратког спомена о грађанском рату, филм приказује сцене из Северне Каролине у време обнове. У рату гину два сина Камеронових и најмлађи од браће Стоунмен. Бена бива рањен и завршава у болници на северу, где се сусреће са Елси која је постала медицинска сестра. Породица Камерон губи имање по заповеди нових војних власти са севера. Рат се завршава али убрзо председник Абрахам Линколн бива убијен током гледања позоришне представе.
Филм надаље приказује бивше робови, сада слободне људе, који доминирају државним институцијама и састају се у законодавним телима само како би плесали и пијанчили. Током целог филма Афроамериканци се приказују као незналице и ненадарени, жељни забаве и секса, са намером да представе јак контраст белцима са југа.
Након изборне преваре коју су починили ослобођени Афроамериканци (а прећутно је подржале северне трупе), чланови породице Камерон морају да побегну на север како би избегли прогон од стране нових власти, након што је ћерка овог клана умрла од пада са висине док је бежала од силоватеља из реда Афроамериканаца.
Бен оснива Кју-клукс-клан са намером да врати мир и ред у подручје, док се Елси противи његовој намери. Бивши роб и убица Гус проси белкињу Флору, због чега она скаче са литице, јер не жели да буде са Афроамериканцем. Људи из Кју-клукс-клана хватају и линчују ослобођеног који је покушао да силује ћерку Камерунових. Камерунци се придружују "отпору" белцима са југа и на крају се представља трупа Ку Клук Клана, који прети црним ослободиоцима насиљем ако учествују на следећим изборима. Клан односи превагу и Афро-Американцима је забрањено да гласају. Фил и Маргарет као и Бен и Селси се венчавају на крају филма.